# Елк-Фоллс (Канзас)
Елк-Фоллс (англ. Elk Falls) — місто (англ. city) в США, в окрузі Елк штату Канзас. Населення — 113 особи (2020).

## Географія
Елк-Фоллс розташований за координатами 37°22′27″ пн. ш. 96°11′32″ зх. д. / 37.37417° пн. ш. 96.19222° зх. д. (37.374041, -96.192199).  За даними Бюро перепису населення США в 2010 році місто мало площу 2,26 км², з яких 2,23 км² — суходіл та 0,03 км² — водойми. В 2017 році площа становила 1,89 км², з яких 1,88 км² — суходіл та 0,00 км² — водойми.

## Демографія
Згідно з переписом 2010 року, у місті мешкало 107 осіб у 54 домогосподарствах у складі 33 родин. Густота населення становила 47 осіб/км².  Було 68 помешкань (30/км²).
Расовий склад населення:
| - 92,5 % — білих - 1,9 % — корінних американців - 0,9 % — азіатів |

До двох чи більше рас належало 4,7 %. Частка іспаномовних становила 0,9 % від усіх жителів.
За віковим діапазоном населення розподілялося таким чином: 16,8 % — особи молодші 18 років, 55,2 % — особи у віці 18—64 років, 28,0 % — особи у віці 65 років та старші. Медіана віку мешканця становила 52,9 року. На 100 осіб жіночої статі у місті припадало 84,5 чоловіків;  на 100 жінок у віці від 18 років та старших — 81,6 чоловіків також старших 18 років.
За межею бідності перебувало 40,4 % осіб, у тому числі 60,0 % дітей у віці до 18 років та 0,0 % осіб у віці 65 років та старших.
Цивільне працевлаштоване населення становило 19 осіб. Основні галузі зайнятості: освіта, охорона здоров'я та соціальна допомога — 31,6 %, транспорт — 26,3 %, виробництво — 21,1 %.